# Nils Lindstrand
Nils Lindstrand  (i riksdagen kallad Lindstrand i Valdemarsvik), född 21 juni 1869 i Osby församling, Kristianstads län, död 2 juni 1958 i Valdemarsvik, Östergötlands län, var en svensk fabrikör och socialdemokratisk riksdagspolitiker.
Lindstrand var ägare till ett koppar-, bleck- och plåtslageri i Valdemarsvik under åren 1894-1938. Han var ledamot av riksdagens första kammare 1922-1924, invald i Östergötlands läns valkrets. Han var också landstingsledamot i Östergötlands län 1923-1930.